# Estonia na Zimowych Igrzyskach Olimpijskich 1994
Estonię na Zimowych Igrzyskach Olimpijskich 1994 reprezentowało 26 zawodników, 9 kobiet i 17 mężczyzn. Brali udział w 21 konkurencjach w 6 dyscyplinach. Nie zdobyli żadnego medalu.

## Zawodnicy

### Biathlon
Kobiety
- Krista Lepik
- Eveli Peterson
- Jelena Poljakova-Všivtseva
- Merle Viirmaa

| Konkurencja | Zawodniczka                                                          | Czas      | Miejsce |
| ----------- | -------------------------------------------------------------------- | --------- | ------- |
| 7,5 km      | Eveli Peterson                                                       | 28:03.8   | 31.     |
| 7,5 km      | Jelena Poljakova-Všivtseva                                           | 29:35.3   | 56.     |
| 7,5 km      | Krista Lepik                                                         | 29:40.1   | 58.     |
| 15 km       | Eveli Peterson                                                       | 56:11.0   | 27.     |
| 15 km       | Krista Lepik                                                         | 58:54.9   | 42.     |
| 15 km       | Jelena Poljakova-Všivtseva                                           | 59:50.1   | 53.     |
| Sztafeta    | Jelena Poljakova-Všivtseva Eveli Peterson Krista Lepik Merle Viirmaa | 1-59:30.4 | 12.     |

Mężczyźni
- Urmas Kaldvee
- Olaf Mihelson
- Kalju Ojaste
- Aivo Udras
- Hillar Zahkna

| Konkurencja | Zawodnik                                            | Czas      | Miejsce |
| ----------- | --------------------------------------------------- | --------- | ------- |
| 10 km       | Hillar Zahkna                                       | 31:28.7   | 39.     |
| 10 km       | Aivo Udras                                          | 32:02.1   | 50.     |
| 10 km       | Olaf Mihelson                                       | 32:30.7   | 58.     |
| 20 km       | Aivo Udras                                          | 1-00:14.5 | 16.     |
| 20 km       | Urmas Kaldvee                                       | 1-05:23.2 | 61.     |
| 20 km       | Kalju Ojaste                                        | 1-11:21.4 | 69.     |
| Sztafeta    | Olaf Mihelson Urmas Kaldvee Aivo Udras Kalju Ojaste | 1-35:34.3 | 13.     |

### Biegi narciarskie
Kobiety
- Piret Niglas
- Kristina Šmigun-Vähi
- Silja Suija
- Cristel Vahtra

| Konkurencja  | Zawodniczka                                                  | Czas      | Miejsce |
| ------------ | ------------------------------------------------------------ | --------- | ------- |
| 5 km         | Piret Niglas                                                 | 15:29.0   | 22.     |
| 5 km         | Cristel Vahtra                                               | 15:42.3   | 27.     |
| 5 km         | Kristina Šmigun-Vähi                                         | 15:46.1   | 30.     |
| 5 km         | Silja Suija                                                  | 16:07.8   | 39.     |
| 15 km        | Piret Niglas                                                 | 44:48.3   | 23.     |
| 15 km        | Kristina Šmigun-Vähi                                         | 45:21.1   | 28.     |
| 15 km        | Cristel Vahtra                                               | 47:04.1   | 45.     |
| 15 km        | Silja Suija                                                  | 47:47.5   | 49.     |
| 30 km        | Piret Niglas                                                 | 1-33:09.3 | 29.     |
| 30 km        | Cristel Vahtra                                               | 1-34:48.6 | 35.     |
| Bieg łączony | Piret Niglas                                                 | 31:33.5   | 26.     |
| Bieg łączony | Kristina Šmigun-Vähi                                         | 31:51.4   | 27.     |
| Bieg łączony | Cristel Vahtra                                               | 33:32.3   | 42.     |
| Bieg łączony | Silja Suija                                                  | 33:55.3   | 46.     |
| Sztafeta     | Kristina Šmigun-Vähi Cristel Vahtra Silja Suija Piret Niglas | 1-02:32.4 | 12.     |

Mężczyźni
- Elmo Kassin
- Taivo Kuus
- Jaak Mae
- Jaanus Teppan
- Urmas Välbe
- Andrus Veerpalu

| Konkurencja  | Zawodnik                                      | Czas      | Miejsce |
| ------------ | --------------------------------------------- | --------- | ------- |
| 10 km        | Elmo Kassin                                   | 26:40.9   | 33.     |
| 10 km        | Jaak Mae                                      | 26:42.7   | 35.     |
| 10 km        | Andrus Veerpalu                               | 26:45.8   | 36.     |
| 10 km        | Urmas Välbe                                   | 26:58.4   | 42.     |
| 30 km        | Elmo Kassin                                   | 1-17:37.7 | 16.     |
| 30 km        | Urmas Välbe                                   | 1-21:02.5 | 41.     |
| 30 km        | Jaak Mae                                      | 1-24:24.1 | 59.     |
| 30 km        | Taivo Kuus                                    | 1-25:52.3 | 63.     |
| 50 km        | Jaanus Teppan                                 | 2-16:18.8 | 22.     |
| 50 km        | Andrus Veerpalu                               | 2-17:24.7 | 26.     |
| 50 km        | Taivo Kuus                                    | 2-19:51.9 | 36.     |
| Bieg łączony | Elmo Kassin                                   | 40:34.9   | 25.     |
| Bieg łączony | Jaak Mae                                      | 41:46.0   | 40.     |
| Bieg łączony | Andrus Veerpalu                               | 43:56.1   | 55.     |
| Bieg łączony | Urmas Välbe                                   | DNF       | DNF     |
| Sztafeta     | Jaak Mae Jaanus Teppan Elmo Kassin Taivo Kuus | 1-48:57.6 | 11.     |

### Kombinacja norweska
Mężczyźni
- Magnar Freimuth
- Allar Levandi
- Ago Markvardt
- Ilmar Aluvee

| Konkurencja   | Zawodnik                                    | Skoki  | Skoki   | Bieg      | Bieg    | Kombinacja | Kombinacja |
| Konkurencja   | Zawodnik                                    | Punkty | Miejsce | Czas      | Miejsce | Strata     | Miejsce    |
| ------------- | ------------------------------------------- | ------ | ------- | --------- | ------- | ---------- | ---------- |
| indywidualnie | Ago Markvardt                               | 243.5  | 2.      | 41:26.8   | 35.     | +2:41.9    | 5.         |
| indywidualnie | Allar Levandi                               | 197.5  | 21.     | 38:50.9   | 3.      | +5:13.0    | 12.        |
| indywidualnie | Magnar Freimuth                             | 183.5  | 37.     | 39:55.0   | 17.     | +7:50.1    | 24.        |
| indywidualnie | Ilmar Aluvee                                | 167.0  | 47.     | 39:56.8   | 18.     | +9:41.9    | 39.        |
| drużynowo     | Allar Levandi Ago Markvardt Magnar Freimuth | 619.0  | 4.      | 1-23:35.4 | 5.      | +10:15.6   | 4.         |

### Łyżwiarstwo figurowe
Mężczyźni
- Margus Hernits

| Konkurencja | Zawodnik       | Punkty | Miejsce |
| ----------- | -------------- | ------ | ------- |
| Soliści     | Margus Hernits | 12.5   | 25.     |

### Narciarstwo alpejskie
Mężczyźni
- Connor O'Brien

| Konkurencja | Zawodnik       | Czas | Miejsce |
| ----------- | -------------- | ---- | ------- |
| Zjazd       | Connor O'Brien | DNF  | DNF     |

### Saneczkarstwo
Kobiety
- Helen Novikov

| Konkurencja | Zawodniczka   | Czas     | Miejsce |
| ----------- | ------------- | -------- | ------- |
| Jedynki     | Helen Novikov | 3:20.333 | 19.     |